# Sphigmothorax bicinctus
Sphigmothorax bicinctus là một loài bọ cánh cứng trong họ Cerambycidae.